# درگیری ترانس‌نیستریا
درگیری ترانس‌نیستریا (رومانیایی: Conflictul din Transnistria; روسی: Приднестровский конфликт; اوکراینی: Придністровський конфлікт) یک درگیری منجمد بین مولداوی و کشور به رسمیت شناخته نشده ترانس‌نیستریا است. اوج این درگیری، جنگ ترانس‌نیستریا بود. با اینکه چندین تلاش برای حل مناقشه، صورت گرفته ولی هیچ‌کدام، موفقیت‌آمیز نبوده است. این درگیری در ۲ سپتامبر ۱۹۹۰ آغاز شد، زمانی که ترانس‌نیستریا، اعلامیه رسمی حاکمیت مستقل خود را از مولداوی (که در آن زمان بخشی از اتحاد جماهیر شوروی بود) اعلام کرد.
ترانس‌نیستریا، در سطح بین‌المللی، به عنوان بخشی از مولداوی شناخته می‌شود. این کشور، تنها از سوی دو کشور جدایی‌خواه طرفدار روسیه، یعنی آبخاز و اوستیای جنوبی، به رسمیت شناخته شده است.